# John Gordon (3e comte d'Aboyne)
John Gordon, 3e comte d'Aboyne (mort le 7 avril 1732) est le fils de Charles Gordon (2e comte d'Aboyne) (en) et Elizabeth Lyon. Il succède à son père en tant que comte d'Aboyne en avril 1702. À sa mort en 1732, il est remplacé dans ses titres par son fils aîné.

## Famille
Il épouse Grace Lockhart, fille de George Lockhart (en) et Lady Euphemia Montgomerie, le 20 juin 1724, et a :
- Charles Gordon (4e comte d'Aboyne) (c1726-1794)
- Le lieutenant-colonel John Gordon (1728-1778)
- Le lieutenant-colonel Lockhart Gordon (1732-1788), épouse Catherine (1746-1813), fille de John Wallop, vicomte Lymington